# Amal (pel·lícula)
Amal és una pel·lícula dramàtica belga dirigida per Jawad Rhalib i estrenada el 2023 S'ha subtitulat al català.

## Argument
L'Amal, una professora d'un institut de Brussel·les, vol que els seus alumnes s'expressin amb llibertat, especialment sobre la llibertat sexual d'alguns dels seus alumnes. Ella decideix ensenyar Aboû Nouwâs als seus alumnes i es troba davant d'una reacció d'estudiants i dels pares d’estudiants. A poc a poc, se sentirà amenaçada i assetjada.

## Repartiment
- Lubna Azabal: Amal, professora de literatura de secundària
- Fabrizio Rongione: Nabil, el professor de religió de secundària i imam convertit
- Catherine Salée: la directora de l'institut
- Kenza Benboutcha: Monia, una estudiant de secundària lesbiana assetjada
- Ethelle Gonzalez Lardued: Jalila, una estudiant de secundària
- Johan Heldenbergh: Luc
- Babetida Sadjo: Sylvie
- Mehdy Khachachi: Rachid, un estudiant de secundària i nebot de Nabil

## Premis
- Festival de Cinema Nits Negres de Tallinn 2023 : Millor actriu per Lubna Azabal[6]
- Les Œillades 2023, festival del Cinema Francòfon d'Albi : premi del públic[7][8][9]

## Seleccions
- Film Fest Gent 2023[10]
- Festival Internacional de Cinema de Palm Springs 2024[11]